# John Methuen
John Methuen (Bradford, 1650 – Lisbona, 2 luglio 1706) è stato un diplomatico inglese.
Deputato alla camera dei Comuni e ambasciatore in Portogallo dal 1691, fu nominato nel 1697 governatore dell'Irlanda. Di nuovo inviato a Lisbona nel 1702 per provocare il distaccamento del Portogallo dalla Spagna, vi tornò nel 1703 come ambasciatore straordinario, stilando nel dicembre dello stesso anno il celebre trattato di Methuen.